# ISO 3166-2:FI
Kódy ISO 3166-2 pro Finsko identifikují 19 provincií. První část (FI) je mezinárodní kód pro Finsko, druhá část sestává z dvou číslic identifikujících provincii. Tento systém členění do 19 provincií vstoupil v platnost 13. prosince 2011 skrz věstník organizace ISO. Dříve bylo Finsko dle ISO kódů rozděleno do 6 krajů.

## Seznam kódů
Následující tabulka obsahuje současný systém dělení Finska dle ISO 3166-2 na 19 provincií. V závorce jsou uvedeny názvy provincie ve finštině a švédštině.
```
FI-01 
Alandy
 (Ahvenanmaan maakunta; Landskapet Åland) - taktéž pod separátním ISO 3166-1 kódem 
AX

FI-02 
Jižní Karélie
 (Etelä-Karjala; Södra Karelen)
FI-03 
Jižní Pohjanmaa
 (Etelä-Pohjanmaa; Södra Österbotten)
FI-04 
Jižní Savo
 (Etelä-Savo; Södra Savolax)
FI-05 
Kainuu
 (Kainuu; Kajanaland)
FI-06 
Kanta-Häme
 (Kanta-Häme; Egentliga Tavastland)
FI-07 
Střední Pohjanmaa
 (Keski-Pohjanmaa; Mellersta Österbotten)
FI-08 
Střední Finsko
 (Keski-Suomi; Mellersta Finland)
FI-09 
Kymenlaakso
 (Kymenlaakso; Kymmenedalen)
FI-10 
Laponsko
 (Lappi; Lappland)
FI-11 
Pirkanmaa
 (Pirkanmaa; Birkaland)
FI-12 
Pohjanmaa
 (Pohjanmaa; Österbotten)
FI-13 
Severní Karélie
 (Pohjois-Karjala; Norra Karelen)
FI-14 
Severní Pohjanmaa
 (Pohjois-Pohjanmaa; Norra Österbotten)
FI-15 
Severní Savo
 (Pohjois-Savo; Norra Savolax)
FI-16 
Päijät-Häme
 (Päijät-Häme; Päijänne-Tavastland)
FI-17 
Satakunta
 (Satakunta; Satakunda)
FI-18 
Uusimaa
 (Uusimaa; Nyland)
FI-19 
Vlastní Finsko
 (Varsinais-Suomi; Egentliga Finland)
```

### Dřívější kódování
- FI-AL Alandy (Mariehamn)
- FI-ES Jižní Finsko (Hämeenlinna)
- FI-IS Východní Finsko (Mikkeli)
- FI-LL Laponsko (Rovaniemi)
- FI-LS Západní Finsko (Turku)
- FI-OL Oulu (Oulu)